# Heinrich Otto (Politiker, 1892)
Heinrich Otto (* 29. Juli 1892 in Mittel-Gründau; † 7. Juli 1944 in Gelnhausen) war ein deutscher Politiker (KPD Hessen) und ehemaliger Abgeordneter des Landtags des Volksstaates Hessen in der Weimarer Republik.

## Familie und Leben
Heinrich Otto war der Sohn des Landwirts Heinrich Otto und dessen Frau Wilhelmine, geborene Müller. Er war evangelischer Konfession und mit Elise geborene Reichert verheiratet.
Heinrich Otto arbeitete als Landwirt in Mittel-Gründau und kam über die kommunistische Bauernbewegung zur KPD, der er Ende der zwanziger Jahre beitrat.

## Politik
Heinrich Otto gehörte für die KPD 1931 bis 1932 in der 5. Wahlperiode dem Landtag an. Nach 1933 polizeilich überwacht, starb Heinrich Otto am 7. Juli 1944 in Gelnhausen.